# Sphenomorphus sheai
Espèce
Sphenomorphus sheai est une espèce de sauriens de la famille des Scincidae.

## Répartition
Cette espèce est endémique du Viêt Nam. Elle se rencontre sur le plateau Kon Tum.

## Étymologie
Cette espèce est nommée en l'honneur de Glenn Michael Shea.

## Publication originale
- Nguyen, Nguyen, Van Devender, Bonkowski & Ziegler, 2013 : A new species of Sphenomorphus Fitzinger, 1843 (Squamata: Sauria: Scincidae) from Vietnam. Zootaxa, no 3734 (1), p. 56–62.